# Worth (Missouri)
Worth è un villaggio degli Stati Uniti d'America, situato nello Stato del Missouri, nella contea di Worth.